# Bitka kod Antiohije
Bitka kod Antiohije, vojni sukob čija se središnja bitka odigrala 28. lipnja 1098. godine između snaga križara Antiohije i turske koalicije koju je vodio emir Kerbogha iz Mosula u sklopu Prvog križarskog rata. Kerboghin cilj bio je vratiti Antiohiju od križara i potvrditi njegov položaj vladara regionalne sile.

## Bitke prije zauzimanja Antiohije
Za vrijeme križarske opsade Antiohije u blizini grada došlo je do tri sudara između križara i Turaka Seldžuka. Poučeni prethodnom bitkom kod Dorileja, gdje su gotovo podlegli elastičnoj taktici Seldžuka, križari su sada tražili teren gdje se ona ne može razviti.
U prvoj bitci, 9. veljače 1098., 700 križarskih konjanika dočekalo je vojsku Seldžuka poslanu da deblokira grad u tjesnacu gdje ona nije mogla niti izbjeći niti izdržati napad.
U drugoj bitci, početkom ožujka, dio garnizona koji je izvršio proboj iz grada kroz vrata na mostu, bačen je u rijeku Oront prije nego što su se mogli razviti u formaciju. Uskor je i Antiohija nakon osmomjesečne ruke pala u ruke križara.

## Odlučna bitka i njezine posljedice
U konačnoj bitci, 28. lipnja 1098., križari su opsjednuti u tek zauzetom gradu, između vojske Seldžuka koju je predvodio mosulski emir Kerbogha (Kerbōghā) i citadele koja se još držala. Križari su oni izvršili proboj kroz vrata na mostu i razvili se udesno prema Kerboghovom logoru, između rijeke i brda, u desetak paralelnih odreda s velikim intervalima. U svakom odredu pješaci su bili ispred konjanika. Bilo je najviše oko 25,000 ljudi od čega samo desetina na konju, jer su konje u toku pohoda mnogi vitezovi izgubili. Bitka se ubrzo pretvorila u potpuni poraz nadmoćnijih Seldžuka, ali nije jasno kako i zašto se to dogodilo. Svojim rasporedom između rijeke i brda, križari su spriječili manevar prema bokovima i time ograničili taktičke mogućnosti neprijatelja, ali uzrok porazu treba tražiti najviše u neslozi među seldžučkim nezavisnim kneževima.
Tarantski grof Bohemund I. dobio je osvojenu Antiohiju u posjed te ona ostaje punih 170 godina središte križarske kneževine. Egipatski sultan Baibars I. osvojio je grad 1268.